# Antonín Baudyš
Antonín Baudyš (9. září 1946, Praha – 24. srpna 2010) byl představitel české astrologie, vysokoškolský pedagog, spoluzakladatel a prezident sdružení LEX a politik.

## Životopis
Vystudoval přesnou mechaniku a optiku na Fakultě strojní ČVUT. Působil jako pedagog na Katedře přesné mechaniky a optiky Fakulty strojní ČVUT, kde též udělal kandidaturu (1986) a docenturu (1988). Je spoluautorem řady učebních textů, studií a vynálezů z této oblasti.
Do Československé strany lidové, současné Křesťanské a demokratické unie - Československé strany lidové, vstoupil počátkem 70. let. V roce 1990 se stal místopředsedou vlády České republiky a později za KDU-ČSL ministrem obrany v první Klausově vládě, kterým zůstal až do roku 1994. Byl také členem hlavního výboru Masarykova demokratického hnutí. V roce 1992 byl krátce místopředsedou federální vlády a byl pověřen řízením federálních ministerstev dopravy a spojů. V roce 1996 se neúspěšně ucházel o křeslo senátora za Mělnicko. Podílel se na založení sdružení legálních držitelů zbraní – Sdružení LEX. Při jeho založení v roce 1998 byl zvolen prezidentem sdružení, kterým zůstal až do své smrti. Propagoval myšlenku cvičení střelby pro občany, aby se každý, za své peníze, naučil bránit sám.
Byl dvakrát ženatý. První dlouholetou manželkou byla Zuzana Baudyšová, s níž měl dva syny – Antonína a Jana. Po rozvodu v roce 2010 si v květnu téhož roku vzal Pavlu Bradáčovou. Trpěl rakovinou mozku a v jejím důsledku 24. srpna 2010 zemřel.

## Kontroverze
Během jeho působení na ministerstvu obrany v letech 1993–1994 mu bylo vyčítáno několik afér. Poprvé, když dělostřelci v areálu Doupovských hor přestřelili vojenské pásmo a zasáhli civilní domek. Nedošlo ke zraněním ani ztrátám na životech. Podruhé byl kritizován za svůj výrok, že představitelé armády se podřízením okupaci roce 1968 dopustili vlastizrady. Třetí kauzou, která mu byla médii vyčítána, byl případ generála Oldřicha Bárty, který byl přistižen ve švédském obchodním domě při krádeži rybářských háčků.

### Prostřelené letadlo
Pozornost veřejnosti vzbudil neobvyklý incident, při kterém buď on,
či jeden z jeho bodyguardů, kpt. Jan Pasker prostřelil podlahu letadla, ve kterém cestovala delegace do Švédska.

### Bosenská iniciativa
Největší polemiku vzbudil jeho návrh na řešení války v Bosně z února 1994. Jednalo se o plán založený na Huntingtonově koncepci střetu civilizací podle příslušnosti k zeměpisným celkům, respektive náboženským celkům na planetě. Vzhledem k přítomnosti tří náboženství v Bosně Baudyš navrhoval, aby mírové jednotky Organizace spojených národů pocházely ze zemí s příslušnými náboženstvími (katolické, pravoslavné a muslimské vyznání). Plán vzbudil kritiku, protože nebyl konzultován s nikým z ministerstva obrany ani zahraničí, šlo pouze o soukromou iniciativu.

### Astrologická činnost
Po svém odchodu z politiky 1994 se již věnoval výhradně astrologii. S manželkou Zuzanou Baudyšovou, rozenou Pohlovou, mají dvě děti, syn Antonín Baudyš mladší se rovněž věnuje astrologii. Český klub skeptiků Sisyfos mu v roce 1999 udělil zlatý Bludný balvan, v roce 2005 tutéž cenu získal jeho syn, Antonín Baudyš mladší. V roce 2008 mu byl udělen tzv. Bludný arcibalvan, který kromě něj obdrželi ještě jeho syn Antonín Baudyš mladší a americký psychoterapeut českého původu Stanislav Grof.
Antonín Baudyš například předpověděl, že George W. Bush zemře v roce 2003.

## Dílo
- Technická optika (1989–1990)
- My & on (1998)[17]
- Magický rok 2000 aneb Dějiny v zrcadle hvězd (spolu s Janem Bauerem, 1999)
- Čeští vládci očima astrologa (spolu s Janem Bauerem, 2001)[18]